# Gravity (LUNA SEA單曲)
《gravity》（地心引力）是一首日本樂團月之海的歌曲，其單曲在2000年3月29日發行，一共收錄三首曲子。這首歌同時也作為日本電影『另一個天堂』（Another Heaven）的主題曲。

## 曲目
- 全編曲、作曲、作詞：月之海

1. gravity
原曲和歌詞由INORAN所編寫，而歌詞經過RYUICHI修改而完成；全曲以十六拍構成主要節奏。INORAN本人在談及這首歌時，曾描述它是一首雖然在春季發行，曲調卻充滿秋季氛圍的歌曲。
在2000年月之海解散後，INORAN也曾經以個人身分在其他現場表演中重新翻唱過這首歌曲。
2. inside you
 為月之海錄製的歌曲中唯一由真矢創作詞曲的作品，之後由所有成員共同譜寫而成。
3. My Lover
原曲為Sugizo所作，是一首快速節拍的曲子；這首歌和gravity同時收錄在電影『另一個天堂』的配樂當中。

## 其他
- 在單曲初回限定版的CD封面中，包含一張以電腦繪圖製成的人頭像，融合所有成員各自的五官特徵而成，並被命名為「湯姆」。
- 這張單曲正式發售之前，月之海曾經在「START UP GIG 2000」的演場會中首次發表gravity和My Lover兩首歌曲。
- 月之海所發行的單曲從本作開始，收錄曲目從之前的二首歌增加為三首（至2000年終幕解散前為止）。